# Братушек, Аленка
Але́нка Бра́тушек (словен. Alenka Bratušek; род. 31 марта 1970, Целе, Югославия) — словенский политический деятель, премьер-министр Словении с 20 марта 2013 по 26 августа 2014 года. В 2018—2020 годах занимала пост вице-премьера и министра инфраструктуры в правительстве Марьяна Шареца.

## Биография
Родилась 31 марта 1970 года в югославском городе Целе.

### Образование
По окончании школы, училась в Университете Любляны, который успешно завершила по специальности финансовый менеджер.

### Политическая деятельность
С 1999 по 2011 год работала в министерстве финансов. Затем была управляющей делами в правительстве. В 2011 году была избрана в парламент Словении. Сменила в январе 2013 года на посту лидера партии «Позитивная Словения» известного политика и бизнесмена Зорана Янковича (словен. Zoran Janković).

### Премьер-министр

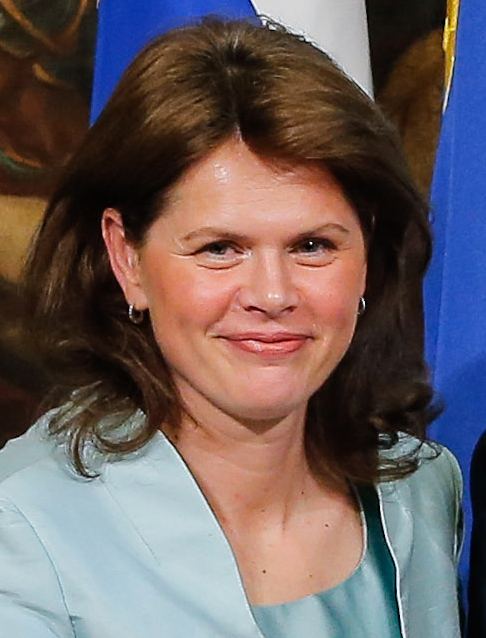
Братушек в 2013 году

В конце февраля 2013 года в ходе вотума недоверия кабинету министров Янеза Янши из-за коррупционного скандала заняла пост премьер-министра Словении, став первой женщиной на посту премьер-министра страны после получения независимости и самым молодым словенским премьером. При вступлении в должность Братушек пообещала, что не допустит «греческого сценария».
20 марта 2013 года Государственное собрание Словении утвердило состав нового правительства республики во главе с премьер-министром Аленкой Братушек.
В конце апреля 2014 года в ходе партийного голосования Аленка лишилась лидерства в партии «Позитивная Словения», а 5 мая 2014 года подала в отставку. Решением президента страны до формирования нового правительства (середина августа) оставалась премьер-министром Словении.
В стране были назначены досрочные выборы, Братушек организовала новую партию Альянс Аленки Братушек, однако по результатам выборов в парламент прошло лишь 4 депутата от этой партии. Новый парламент 26 августа утвердил нового главу правительства Миро Церара.

### Карьера после премьерства
В конце руководства правительством Братушек понимала, что терпит фиаско, и как лидер новой партии выдвинула себя от Словении в Еврокомиссию. Новый руководитель Юнкер решил доверить ей пост заместителя по энергетическому союзу. Депутаты Европарламента проводили экзамены для еврокомиссаров, Братушек отвечала на вопросы 6 октября, и её ответы не удовлетворили всех депутатов.

## Семья
Аленка Братушек проживает со своим партнёром в Кране, у неё есть сын и дочь. Сын Оскар Цветичанин играет в футбол в академии английского клуба «Саутгемптон».